# Света (община Демир Хисар)
Вижте пояснителната страница за други значения на Света.
Света (на македонска литературна норма: Света) е село в община Демир Хисар, Северна Македония.

## География
Света се намира на левия бряг на река Църна под ридовете Пейчин рид, Църни камен, Орлоец, Горно Уво, Долно Уво и Горна чука. Селото е най-източното в община Демир Хисар, като от град Демир Хисар отстои на 10 km източно. Селото е в пролома на Църна река при излизанато на реката от областта Демир Хисар и навлизането и в Прилепско-Битолското поле. През селото преминава единствената железопътна линия свързваща Демирхисарско с останалата част на Македония. Землището на Света е 13,7 km2, от които обработваемите площи са 337 ha, пасищата заемат 359 ha, а горите 633 ha.

## История
В местността Стари гробища или Църквище има остатъци от църква и некропол от средновековието. Намира се на 200 m югозападно от селото, където в 1970 година е изградена новата црква „Света Петка“ върху видими стари основи. В местността Широка леска има останки от селище и некропол от средните векове.
Жителите на селото са преселници от Метимирци, което напуснали поради усоето и поради хилядите змии, живеещи под Зли камен.
Света се споменава за пръв път в турски дефтер от 1468 година. От Света има много хайдути.
В XIX век Света е изцяло българско село в Битолска кааза, нахия Демир Хисар на Османската империя. Според статистиката на Васил Кънчов („Македония. Етнография и статистика“) от 1900 година Света има 325 жители, всички българи християни.
На Етнографската карта на Битолския вилает на Картографския институт в София от 1901 година Света е чисто българско село в Битолската каза на Битолския санджак с 57 къщи.
Според Никола Киров („Крушово и борбите му за свобода“) към 1901 година Света има 50 български къщи и 15 турски.
Цялото население на селото е под върховенството на Българската екзархия. По данни на секретаря на екзархията Димитър Мишев („La Macédoine et sa Population Chrétienne“) в 1905 година в Света има 336 българи екзархисти.
При избухването на Балканската война в 1912 година 11 души от Света са доброволци в Македоно-одринското опълчение.
По време на Втората световна война в селото е изградено българско военно гробище.
В 1953 година селото има 608 жители. През 1961 година Света има 545 жители, които през 1994 намаляват на 403, а според преброяването от 2002 година селото има 332 жители, всички македонци.
| Националност | Всичко |
| македонци    | 332    |
| албанци      | 0      |
| турци        | 0      |
| роми         | 0      |
| власи        | 0      |
| сърби        | 0      |
| бошняци      | 0      |
| други        | 0      |

В селото има Основно училище „Гоце Делчев“ до V отделение, филиално училище на ОУ „Гоце Делчев“ – Демир Хисар.
През май 2012 година в Света се снима филмът на Столе Попов „До балчак“ и за него в селото е изградена гара и контролен пункт на Османската империя.

## Личности
Родени в Света
- Ангел Неделков (1875 – 1953), български революционер
- Ангеле Христов Шишковски, участник в Илинденско-Преображенското въстание[11]
- Велко Толев, участник в Илинденско-Преображенското въстание[11]
- Георги Ралев (1875 – 1911), български революционер
- Диме Костевски, участник в Илинденско-Преображенското въстание[11]
- Димитър Ангелев Милев, български революционер от ВМОРО[12]
- Йове Толев, участник в Илинденско-Преображенското въстание[11]
- Кръсто Ангелов, македоно-одрински опълченец, 23-годишен, майстор дюлгер, 4 рота на 6 охридска дружина, носител на орден „За храброст“ IV степен[13]
- Кузман Ангелов Димовски, участник в Илинденско-Преображенското въстание[11]
- Марко Христов Йосифовски, участник в Илинденско-Преображенското въстание[11]
- Николе Трайков (Трайчев) Нункото, участник в Илинденско-Преображенското въстание,[11] в османските документи: българин, православен, арестуван преди април 1904 година, обвинен в „присъединяване към българската бунтовническа организация и употреба на огнестрелно оръжие против султанската войска“, осъден от Извънредния съд на 10 години каторга, лежал в Битолския затвор, амнистиран с общата амнистия от 12 април 1904 година[14]
- Петко Цветков, участник в Илинденско-Преображенското въстание[11]
- Петре Спасев Георгиевски, участник в Илинденско-Преображенското въстание,[11] в османските документи: българин, православен, арестуван преди април 1904 година, обвинен в „присъединяване към българската бунтовническа организация и употреба на огнестрелно оръжие против султанската войска“, осъден от Извънредния съд на 10 години каторга, лежал в Битолския затвор, амнистиран с общата амнистия от 12 април 1904 година[14]
- Спасе Стрикото, български революционер от ВМОРО, четник при Андрей Докурчев в Крушевско през 1903 година[15][16]
- Стойче Гьорев Велев, български революционер от ВМОРО[17]
- Стоян Георгиев, български революционер от ВМОРО, четник на Евстатий Шкорнов[18]
- Стоян Димовски, участник в Илинденско-Преображенското въстание[11]
- Христо Тренчевски, участник в Илинденско-Преображенското въстание[11]
- Филип Лозановски, участник в Илинденско-Преображенското въстание[11]
- Цветан Ангелов Згуровски, участник в Илинденско-Преображенското въстание[11]
- Цветан Цветковски, участник в Илинденско-Преображенското въстание[11]